# Моайен Кавайи
Моайен-Кавайи е един от 19-те региона на Кот д'Ивоар. Разположен е в западната част на страната и граничи с Либерия. Площта му е 14 150 км², а населението, според преброяването през 2007, е над 500 000 души. Столицата на Моайен-Кавайи е град Гигло.
Регионът е разделен на три департамента – Дуекуе, Гигло и Тулепльо.